# 明茨基兴
明茨基兴是奥地利上奥地利州谢尔丁县的一个市镇。总面积21平方公里，总人口2545人，人口密度121.2人/平方公里（2005年）。